# Lippengrind

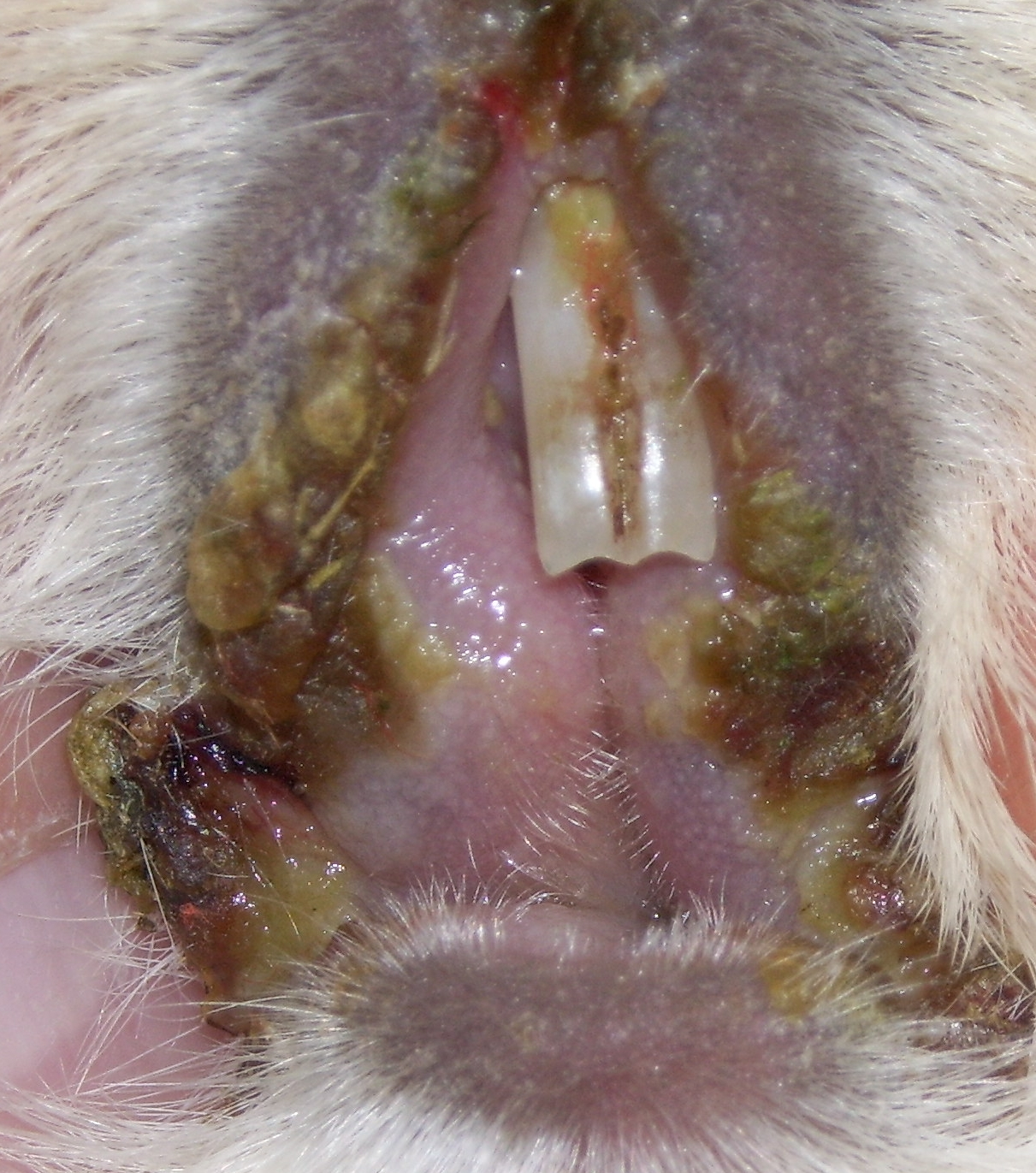
Lippengrind

Als Lippengrind (Cheylitis) wird eine bei Hausmeerschweinchen häufiger vorkommende Erkrankung der Lippen bezeichnet. Der Lippengrind stellt sich als nässendes Ekzem der Lippen und der Mundwinkel mit Bildung von Krusten dar. Das Allgemeinbefinden der Tiere ist zumeist ungestört.
Die Ursache der Erkrankung (Ätiologie) ist bislang nicht vollständig geklärt. Diskutiert werden eine Minderung der Abwehrfunktion der Haut infolge eines Mangels an Vitamin A, Vitamin C und B-Vitaminen, essentiellen Fett- und Aminosäuren, Spurenelementen (Magnesium, Mangan, Zink, Cobalt), kleinste Verletzungen (Mikroläsionen) im Maulbereich durch Einstreu und harte Futterteile sowie deren Besiedlung durch Keime (Bakterien wie Staphylokokken und Pilze wie Candida albicans), auch solcher mit denen das Tier durch die Aufnahme von Blinddarmkot (Caecotrophie) physiologisch in ständigem Kontakt ist.
Zur Therapie werden die Krusten lokal mit desinfizierenden und antibiotisch und antimykotisch wirksamen Lösungen abgeweicht. Zudem ist eine Überprüfung der Futterzusammensetzung und gegebenenfalls ein Zusatz von Vitaminen und essentiellen Fettsäuren (Sonnenblumen- oder Leinsamen) angezeigt.